# Chyliza gracilis
Chyliza gracilis är en tvåvingeart som beskrevs av Friedrich Hermann Loew 1854. Chyliza gracilis ingår i släktet Chyliza och familjen rotflugor. Inga underarter finns listade i Catalogue of Life.